# Jurij Bojko
Jurij Bojko, född 9 oktober 1958 i Gorlovka, Ukrainska SSR, Sovjetunionen, är en ukrainsk politiker före detta vice premiärministrar och var kandidat i presidentvalet 2014, där han fick 35 927 röster vilket motsvaraar 0,19%.
Bojko var medlem i det tidigare regeringspartiet Regionernas parti, men han blev som två andra självständiga kandidater, Serhij Tihipko och Oleg Tsarjov, utesluten ur partiet 7 april 2014. Därefter grundade Bojko Oppositionsblocket, som vid parlamentsvalet i Ukraina 2014 som fjärde största parti fick 29 platser.